# Глевиц
Глевиц (нем. Glewitz) — община в Германии, в земле Мекленбург-Передняя Померания.
Входит в состав района Северная Передняя Померания. Подчиняется управлению Францбург-Рихтенберг.  Население составляет 560 человек (на 31 декабря 2010 года).